# Franz Watz
Franz Watz (Arad, 9 maart 1949) is een Roemeens-Duitse componist, dirigent en musicoloog. Voor bepaalde werken gebruikt hij ook het pseudoniem Joe Grain.

## Levensloop
Watz was al de gehele schooltijd muzikal uitgericht. Hij ging naar het muziekgymnasium en speelde piano en klarinet. Zijn studies voor muziekopleiding, musicologie en tuba deed hij aan de Universiteit in Klausenburg, Roemenië, alwaar hij het Staatsexamen behaalde. 
Hij werd leraar aan het Duitstalige gymnasium en in de muziekschool, maar speelde ook in orkesten mee. Van 1972 tot 1976 was hij lid van de Staatliche Philharmonie te Arad. Voor de Roemeense omroep en het televisie was hij ook arrangeur. In 1976 vertrok hij naar Duitsland en werd leraar aan de muziekschool in Böblingen, Baden-Württemberg. Sinds 1985 is hij freelance componist en dirigent. In 1996 werd hij tot Musikdirektor in Ehningen benoemd.

## Composities

### Werken voor harmonieorkest
- 1980 Konzertante Musik
- 1980/1981 Sinfonietta
- 1981 Music-Panorama
- 1981/1983 Concertino, voor tuba en harmonieorkest
- 1982/1986 Melorhythmische Impressionen
- 1983/1984 Rumänische Fantasie
- 1983 Variaties over een thema in Es
- 1984 Ungarische Skizze
- 1993 Christoph Columbus, fantasie voor harmonieorkest
- Abendgedanken
- Akrobatik (Bravour-Polka)
- Alles wird gut
- Ardor Castellano
- Aurora-Ouvertüre
- Ballade, voor twee hoorns en harmonieorkest
- Böhmische Klarinetten
- Dachdecker-Polka
- Der Kurier des Zaren, suite
- Divertimento Nr. 1
- Donau-Impressionen
- Europasterne
- Festliche Intrada
- Festmarsch
- Fiesta Latina
- Gloria Dei
- Grand Canyon Panorama
- Gruß an Südtirol (Konzertmarsch)
- Huldigung
- Hyperion
- Im Reich des Adlers
- Im tiefen Keller
- Jubiläumsparade
- La Donna Divina
- Let's Dance
- Mango-Cha-Cha
- Musikantenlaune (Bravour-Polka)
- Ostinato in Jazz
- Preisend mit viel schönen Reden
- Rock for my Lady
- Russian Soul
- Song for a Celebration
- Stephen Foster in Concert
- Sunshine-Samba
- Weites Land
- Yellowstone Ouverture
- Zur Feierstunde

- Gemeinsame Normdatei: 123819121
- International Standard Name Identifier: 0000 0000 6321 7128
- Système universitaire de documentation: 234407557
- Virtual International Authority File: 23058885
- WorldCat: E39PBJwCVMxXvDrPKqDK94ckjC